# Merlin Entertainments
Merlin Entertainments Inc. is een in het Verenigd Koninkrijk gebaseerd bedrijf met het hoofdkantoor in Poole, Dorset (Engeland) en werd in 1998 opgericht. In 2022 had het bedrijf 147 attracties in 24 landen. In 2019 werden er 67 miljoen bezoekers in de parken ontvangen, waarmee het de tweede grootste attractieparkgroep ter wereld was.

## Eigenaren
In 2016 was KIRKBI Invest, de investeringsmaatschappij van de familie Kristiansen bekend van het LEGO-speelgoed, een grootaandeelhouder. Andere aandeelhouders waren toen vermogensbeheerder BlackRock en liefdadigheidsorganisatie Wellcome Trust. Het bedrijf had een beursnotering aan de London Stock Exchange. In juni 2019 werd een bod gedaan op alle aandelen, met uitzondering van de aandelen in handen van KIRKBI Invest, en op 5 november 2019 werd de beursnotering beëindigd. Na het bod zijn er drie aandeelhouders, KIRKBI Invest met 50% en - indirect - Blackstone en CPPIB, een Canadees pensioenfonds, elk met 25% van de aandelen.

## Bezittingen
Merlin is onder ander eigenaar van al de Legolanden, Legoland Discovery Centers, Sea Life-vestigingen, de Madame Tussauds-keten, The Dungeons-keten en enkele andere pretparken, zoals onder meer Chessington World of Adventures en Gardaland.

### Attractieparken
| Naam                            | Locatie                       | Openingsjaar | Jaar van verwerving |
| ------------------------------- | ----------------------------- | ------------ | ------------------- |
| Alton Towers                    | Staffordshire, GB             | 1980         | 2007                |
| Chessington World of Adventures | Chessington, GB               | 1987         | 2007                |
| Gardaland                       | Castelnuovo del Garda, Italië | 1975         | 2006                |
| Heide-Park                      | Soltau, Duitsland             | 1978         | 2007                |
| Legoland Billund Resort         | Billund, Denemarken           | 1968         | 2005                |
| Legoland California             | Californië, VS                | 1999         | 2005                |
| Legoland Deutschland Resort     | Günzburg, Duitsland           | 2002         | 2005                |
| Legoland Florida Resort         | Florida, VS                   | 2011         | 2011                |
| Legoland Malaysia Resort        | Maleisië                      | 2012         | -                   |
| Legoland Windsor Resort         | Windsor, GB                   | 1996         | 2005                |
| Legoland Japan                  | Nagoya, Japan                 | 2017         |                     |
| Legoland Dubai                  | Dubai, VAE                    | 2016         |                     |
| Legoland België                 | Gosselies, België             | 2027         |                     |
| Thorpe Park                     | Staines, GB                   | 1979         | 2007                |
| Warwick Castle                  | Warwick, GB                   | 1978         | 2007                |
| Sea Life Blankenberge           | Blankenberge, BE              | 1995         |                     |
| Sea Life Scheveningen           | Scheveningen, NL              | 1993         |                     |
| Sea Life Helsinki               | Helsinki, Finland             | 2002         |                     |
| Sea Life London                 | Londen, GB                    | 1997         |                     |
| Sea Life Porto                  | Porto, Portugal               | 2009         |                     |

### Andere attracties/ parken
| Naam                                   | Locatie(s) | Openingsjaar | Jaar van verwerving                                                                     |
| -------------------------------------- | --- | --- | --------------------------------------------------------------------------------------- |
| Australian Treetop Adventures          | Australië | 2005 | 2010                                                                                    |
| Blackpool Tower                        | Blackpool | 1894 | 2011                                                                                    |
| Legoland Discovery Center Scheveningen | Scheveningen | 2021 |                                                                                         |
| LEGO Discovery Centre Brussels         | Brussel | 2022 |                                                                                         |
| London Eye                             | Londen | 2000 | 2007                                                                                    |
| Madame Tussauds                        | Amsterdam Berlijn Blackpool Istanboel Praag Wenen Sydney Londen VS: San Francisco Hollywood Las Vegas Nashville New York Orlando Azië: Bangkok Chongqing Delhi Dubai Hong Kong Peking Shanghai Singapore Tokio Wuhan | 1970 2008 2011 2016 2019 2011 2012 1835 (in 1884 verplaatst naar huidige locatie) 2014 2009 1999 2017 2000 2015 . 2010 2016 2017 2021 2000 2014 2006 2014 2013 2013 | 2007                                                                                    |
| The Dungeons                           | Alton Towers Amsterdam Berlijn Blackpool Edinburgh Hamburg Londen San Francisco Shanghai Warwick York | 2019 2005 2013 2011 2000 2000 1974 . 2014 2018 2009 2013 | direct vanaf het bestaan van Merlin in 1998, nadat in 1992 the dungeons opgericht werd) |
| This is Holland                        | Amsterdam | 2018 | 2022                                                                                    |

### Voormalige parken
| Naam           | Locatie(s)   | Openingsjaar | Jaar van verwerving | Notitie          |
| -------------- | ------------ | ------------ | ------------------- | ---------------- |
| Earth Explorer | Oostende, BE | 2004         | -                   | Verkocht in 2013 |